# Théorème de Hartman-Grobman
En mathématiques, dans l'étude des systèmes dynamiques, le théorème de Hartman-Grobman ou théorème de linéarisation est un théorème important concernant le comportement local des systèmes dynamiques au voisinage d'un point d'équilibre hyperbolique (en).
Essentiellement, ce théorème énonce qu'un système dynamique, au voisinage d'un équilibre hyperbolique, se comporte qualitativement de la même manière que le système linéarisé au voisinage de l'origine. Par conséquent, lorsque l'on est en présence d'un tel système, on utilise plutôt la linéarisation, plus facile à analyser, pour étudier son comportement. 

## Énoncé
Soient {\displaystyle f:\mathbb {R} ^{n}\to \mathbb {R} ^{n}} une fonction de classe {\displaystyle {\mathcal {C}}^{1}} possédant un zéro p, et {\displaystyle A} la matrice jacobienne de {\displaystyle f} au point p. On suppose que p est un point d'équilibre hyperbolique, c'est-à-dire qu'aucune valeur propre de {\displaystyle A} n'a sa partie réelle nulle.
Alors, il existe deux ouverts U et V de {\displaystyle \mathbb {R} ^{n}} contenant respectivement p et 0, et un homéomorphisme
{\displaystyle h:U\to V}
tel que
{\displaystyle h(p)=0}
et qui envoie les trajectoires de {\displaystyle x'(t)=f(x(t))} bijectivement sur les trajectoires de {\displaystyle y'(t)=Ay(t)} dans V = h(U) en gardant l'orientation donnée par le temps t. On dit alors que les flots de {\displaystyle f} et A sont topologiquement conjugués,,,.

## Exemple
Considérons le système dynamique suivant :
{\displaystyle (1)\quad {\begin{cases}x'&=x(1-{\frac {x}{2}})-xy\\y'&=xy-y\end{cases}}}
ou 
{\displaystyle {\begin{cases}x'&=f_{1}(x,y)\\y'&=f_{2}(x,y)\end{cases}}}
avec 
{\displaystyle {\begin{cases}f_{1}(x,y)&=x(1-{\frac {x}{2}})-xy\\f_{2}(x,y)&=xy-y.\end{cases}}}
Ce système admet trois équilibres : (0, 0), (2, 0) et (1, 1/2). On va étudier le comportement des trajectoires de ce système autour de l'équilibre (2, 0). 
Pour cela, on calcule la jacobienne de {\displaystyle f} en (2, 0) :
{\displaystyle A={\begin{pmatrix}-1&-2\\0&1\\\end{pmatrix}}}
Les valeurs propres de {\displaystyle A} sont –1 et 1 ; l'équilibre (2, 0) est donc hyperbolique. Concernant le comportement du système linéaire, l'étude du portrait de phase nous indique que l'équilibre est un point-selle, voir figure 1. L'utilisation du théorème de linéarisation nous indique qu'au voisinage de (2, 0), le système (1) se comporte de la même manière, voir figure 2.